# Mucharzew
Mucharzew (do 31 grudnia 2001 roku Mucharzów) – wieś w Polsce położona w województwie świętokrzyskim, w powiecie staszowskim, w gminie Osiek.
W latach 1975–1998 miejscowość administracyjnie należała do województwa tarnobrzeskiego. W sąsiedztwie tej wsi przebiega szerokotorowa linia kolejowa nr 65, tzw. LHS, jak i droga powiatowa nr 42341 (0813T) do Strzegomia oraz droga gminna nr 4233019 do Niekrasowa, w tym niewielki fragment innej drogi gminnej nr 4233016 Ossala – Niekrasów – Dąbrowa.
Wioska przynależy do parafii strzegomskiej (a nie niekrasowskiej). W wyniku reformy edukacji z 2000 roku zmienił się rewir szkolny dla wioski, z przynależności do Publicznej Szkoły Podstawowej w Strzegomku na PSP im. Heleny i Józefa Świątyńskich w Ossali.

## Historia
Stosunkowo młoda wieś (najmłodsza w obecnej gminie Osiek), nie jest bowiem wymieniana ani w Liber beneficiorum dioecesis Cracoviensis (1470–1480) Joannisa Długosza, ani w Słowniku geograficznym Królestwa Polskiego i innych krajów słowiańskich 1880–1902, czy Encyklopediach Powszechnych (1859, 1872, 1898) Samuela Orgelbranda; czy też regestrach poborowych z XV, XVI i XVII wieku. Jednak już w okresie 20. międzywojennego pojawia się ta pierwsza wzmianka o wsi, że: Mucharzów, to wieś w gminie Osiek, powiat Sandomierz, województwo Kieleckie, poczta i telegraf (telefon) w Osieku k/Sandomierza, stacja kolejowa w Rytwianach (w tworzeniu), najbliższa linia komunikacji autobusowej Staszów-Koprzywnica, sąd: grodzki w Staszowie, a okręgowy w Radomiu, parafja rzymskokatolicka Strzegom. Kolejna wzmianka o wsi pochodzi z końca lat 50. XX wieku, gdzie Mucharzew ma pisownię rosyjską Mucharzów, bowiem do rozbiorów w języku polskim nie stosowało się tzw. „o kreskowanego”, czyli „ó”, a tylko samo „o”. Ta pisownia wskazywałaby na okres zaborowy jej powstania.
Być może przeoczono go (przez nie uwagę w spisach tegoż okresu) a lepsze będą źródła z kroniki parafialnej Strzegomia, czy Niekrasowa. Jest też prawdopodobnym przekształcenie się w samodzielną wioskę z ówczesnego wysiółka czy przysiółka, od którejś z wiosek okalających niegdysiejszą osadę, tj. Niekrasowa, Dąbrowy, Pliskowoli, czy Strzegomia (np. jako jego resztówki, gdyż Strzegom stanowił integralną część gminy Osiek w XIX wieku). Niestety w ich współczesnym nazewnictwie, jak i z początku lat 50. nie ma po takim pokrewieństwie śladu (w nazwach członowych i innych). W latach 70. jej jedynym wysiółkiem jest Smug, a pozostałe części wsi to: Borki – pole, łąki; Ferencówka – pole; Łazy – pole; Łysa Góra – nieużytki, piaski; Mała Struga – pole, łąka, krzaki; Mrozowe Krzaki – krzaki, wąwóz; Pastwiska – pole; Pod Niekrasówką – pole i Smug – pole.
Współcześnie w ujęciu Piotra Barańskiego w jego książce Miasto i Gmina Osiek z 1999 roku.

W gminie. (...) Mucharzew.
Wieś położona za lasami, związana ze Strzegomiem. Słabe połączenia drogowe prowadza przez Strzegom i Wiśniówkę. Wieś długo zaniedbana gospodarczo. Wymieniana już w XVI-wiecznych dokumentach.

Piotr Barański, Miasto i Gmina Osiek.

27 czerwca 2005 roku powołano Stowarzyszenie Na Rzecz Rozwoju Wsi Mucharzew.
Po sześciu latach starań, w ramach realizowania zadań statutowych gminy, latem 2009 r. otwarto nową świetlicę wiejską w Mucharzewie.

## Demografia
Współczesna struktura demograficzna wioski Mucharzew na podstawie danych z lat 1995-2009 według roczników GUS, z prezentacją danych z 2002 roku:

| WYSZCZEGÓLNIENIE | WYSZCZEGÓLNIENIE | WYSZCZEGÓLNIENIE | WYSZCZEGÓLNIENIE | WYSZCZEGÓLNIENIE | J. m.       | POPULACJA MIESZKAŃCÓW (w przedziałach wiekowych w 2002 roku) | POPULACJA MIESZKAŃCÓW (w przedziałach wiekowych w 2002 roku) | POPULACJA MIESZKAŃCÓW (w przedziałach wiekowych w 2002 roku) | POPULACJA MIESZKAŃCÓW (w przedziałach wiekowych w 2002 roku) | POPULACJA MIESZKAŃCÓW (w przedziałach wiekowych w 2002 roku) | POPULACJA MIESZKAŃCÓW (w przedziałach wiekowych w 2002 roku) | POPULACJA MIESZKAŃCÓW (w przedziałach wiekowych w 2002 roku) | POPULACJA MIESZKAŃCÓW (w przedziałach wiekowych w 2002 roku) | POPULACJA MIESZKAŃCÓW (w przedziałach wiekowych w 2002 roku) | POPULACJA MIESZKAŃCÓW (w przedziałach wiekowych w 2002 roku) |
| WYSZCZEGÓLNIENIE | WYSZCZEGÓLNIENIE | WYSZCZEGÓLNIENIE | WYSZCZEGÓLNIENIE | WYSZCZEGÓLNIENIE | J. m.       | OGÓŁEM                                                       | 0-9                                                          | 10-19                                                        | 20-29                                                        | 30-39                                                        | 40-49                                                        | 50-59                                                        | 60-69                                                        | 70-79                                                        | 80+                                                          |
| ---------------- | ---------------- | ---------------- | ---------------- | ---------------- | ----------- | ------------------------------------------------------------ | ------------------------------------------------------------ | ------------------------------------------------------------ | ------------------------------------------------------------ | ------------------------------------------------------------ | ------------------------------------------------------------ | ------------------------------------------------------------ | ------------------------------------------------------------ | ------------------------------------------------------------ | ------------------------------------------------------------ |
| I.               | OGÓŁEM           | OGÓŁEM           | OGÓŁEM           | OGÓŁEM           | os.         | 270                                                          | 50                                                           | 43                                                           | 49                                                           | 21                                                           | 28                                                           | 27                                                           | 23                                                           | 21                                                           | 8                                                            |
| I.               | –                | odsetek          | odsetek          | odsetek          | %           | 100                                                          | 18,5                                                         | 15,9                                                         | 18,1                                                         | 7,8                                                          | 10,4                                                         | 10                                                           | 8,5                                                          | 7,8                                                          | 3                                                            |
| I.               | 1.               | WEDŁUG PŁCI      | WEDŁUG PŁCI      | WEDŁUG PŁCI      | WEDŁUG PŁCI | WEDŁUG PŁCI                                                  | WEDŁUG PŁCI                                                  | WEDŁUG PŁCI                                                  | WEDŁUG PŁCI                                                  | WEDŁUG PŁCI                                                  | WEDŁUG PŁCI                                                  | WEDŁUG PŁCI                                                  | WEDŁUG PŁCI                                                  | WEDŁUG PŁCI                                                  | WEDŁUG PŁCI                                                  |
| I.               | 1.               | A.               | Mężczyzn         | Mężczyzn         | os.         | 137                                                          | 23                                                           | 20                                                           | 26                                                           | 14                                                           | 14                                                           | 12                                                           | 15                                                           | 8                                                            | 5                                                            |
| I.               | 1.               | A.               | –                | odsetek          | %           | 50,7                                                         | 8,5                                                          | 7,4                                                          | 9,6                                                          | 5,2                                                          | 5,2                                                          | 4,4                                                          | 5,5                                                          | 3                                                            | 1,9                                                          |
| I.               | 1.               | B.               | Kobiet           | Kobiet           | os.         | 133                                                          | 27                                                           | 23                                                           | 23                                                           | 7                                                            | 14                                                           | 15                                                           | 8                                                            | 13                                                           | 3                                                            |
| I.               | 1.               | B.               | –                | odsetek          | %           | 49,3                                                         | 10                                                           | 8,5                                                          | 8,5                                                          | 2,6                                                          | 5,2                                                          | 5,6                                                          | 3                                                            | 4,8                                                          | 1,1                                                          |

Rysunek 1.1 Piramida populacji – struktura płci i wieku wioski
| I. | OGÓŁEM | OGÓŁEM  | OGÓŁEM            | OGÓŁEM            | OGÓŁEM            | os.     | 270     | 137     | 133     |         |         |         |         |         |         |         |         |         |         |         |
| I. | –      | odsetek | odsetek           | odsetek           | odsetek           | %       | 100     | 50,7    | 49,3    |         |         |         |         |         |         |         |         |         |         |         |
| I. | 1.     | W WIEKU | W WIEKU           | W WIEKU           | W WIEKU           | W WIEKU | W WIEKU | W WIEKU | W WIEKU | W WIEKU | W WIEKU | W WIEKU | W WIEKU | W WIEKU | W WIEKU | W WIEKU | W WIEKU | W WIEKU | W WIEKU | W WIEKU |
| I. | 1.     | A.      | Przedprodukcyjnym | Przedprodukcyjnym | Przedprodukcyjnym | os.     | 82      | 38      | 44      |         |         |         |         |         |         |         |         |         |         |         |
| I. | 1.     | A.      | –                 | odsetek           | odsetek           | %       | 30,4    | 14,1    | 16,3    |         |         |         |         |         |         |         |         |         |         |         |
| I. | 1.     | B.      | Produkcyjnym      | Produkcyjnym      | Produkcyjnym      | os.     | 143     | 78      | 65      |         |         |         |         |         |         |         |         |         |         |         |
| I. | 1.     | B.      | –                 | odsetek           | odsetek           | %       | 52,9    | 28,8    | 24,1    |         |         |         |         |         |         |         |         |         |         |         |
| I. | 1.     | B.      | a.                | mobilnym          | mobilnym          | os.     | 95      | 52      | 43      |         |         |         |         |         |         |         |         |         |         |         |
| I. | 1.     | B.      | a.                | –                 | odsetek           | %       | 35,1    | 19,2    | 15,9    |         |         |         |         |         |         |         |         |         |         |         |
| I. | 1.     | B.      | b.                | niemobilnym       | niemobilnym       | os.     | 48      | 26      | 22      |         |         |         |         |         |         |         |         |         |         |         |
| I. | 1.     | B.      | b.                | –                 | odsetek           | %       | 17,8    | 9,6     | 8,2     |         |         |         |         |         |         |         |         |         |         |         |
| I. | 1.     | C.      | Poprodukcyjnym    | Poprodukcyjnym    | Poprodukcyjnym    | os.     | 45      | 21      | 24      |         |         |         |         |         |         |         |         |         |         |         |
| I. | 1.     | C.      | –                 | odsetek           | odsetek           | %       | 16,7    | 7,8     | 8,9     |         |         |         |         |         |         |         |         |         |         |         |

## Geografia
Wieś Mucharzew położona jest 10 km na północ, północny wschód od Połańca; 14 km na wschód, południowy wschód od Staszowa; 25 km na zachód, południowy zachód od Tarnobrzega i 26 km na północ od Mielca leżąc na wysokości 195 m n.p.m.

## Dawne części wsi – obiekty fizjograficzne
W latach 70. XX wieku przyporządkowano i opracowano spis lokalnych części integralnych dla Mucharzewia zawarty w tabeli 1.

| Nazwa wsi – miasta | Nazwy części wsi • miasta | Nazwy obiektów fizjograficznych • charakter obiektu |
| ------------------ | ------------------------- | --- |
| I. Gromada OSIEK   |                           | |
| 1. Mucharzew       | 1. Smug                   | 1. Borki – pole, łąki 2. Ferencówka – pole 3. Łazy – pole 4. Łysa Góra – nieużytki, piaski 5. Mała Struga – pole, łąka, krzaki 6. Mrozowe Krzaki – krzaki, wąwóz 7. Pastwiska – pole 8. Pod Niekrasówką – pole 9. Smug – pole |